# Grottes du Monte Castillo
Les grottes du Mont Castillo sont un ensemble de cinq grottes ornées situées dans la commune de Puente Viesgo, en Cantabrie, en Espagne,. Quatre d'entre elles font partie de l'ensemble inscrit au Patrimoine mondial de l'Unesco en 2008 sous le nom de Grotte d'Altamira et art rupestre paléolithique du nord de l'Espagne.

## Situation

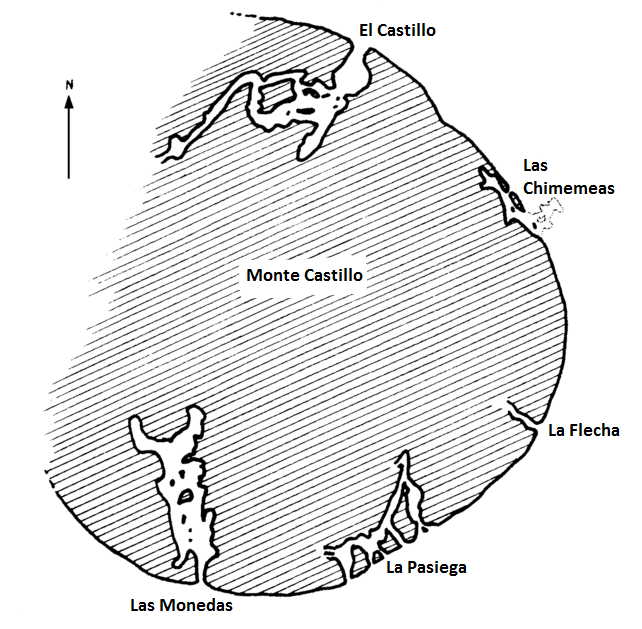
Plan des cinq grottes du Mont Castillo

Le groupe de grottes karstiques est situé à côté du Río Pas, sur les pentes du Mont Castillo (es), une colline qui culmine à 354 m d'altitude, à l'intersection de trois vallées, près de la côte. Cette position en aurait fait un lieu propice à l'établissement de groupes préhistoriques.

## Description
L'ensemble comprend :
- la grotte d'El Castillo
- la grotte de las Chimeneas
- la grotte de Las Monedas
- la grotte de La Pasiega

Une cinquième grotte, peu profonde et plus mineure, la grotte de la Flecha, n'est pas classée au Patrimoine mondial.
Les figures pariétales s'échelonnent selon les grottes de l'Aurignacien au Magdalénien.